# Dipteretrum usambarense
Dipteretrum usambarense är en kackerlacksart som först beskrevs av Robert Walter Campbell Shelford 1908.  Dipteretrum usambarense ingår i släktet Dipteretrum och familjen småkackerlackor.
Artens utbredningsområde är Tanzania. Inga underarter finns listade i Catalogue of Life.